# 残堀川
残堀川（ざんぼりがわ）は、東京都を流れる多摩川水系の一級河川である。

## 地勢
狭山丘陵西端付近にある狭山池（東京都西多摩郡瑞穂町箱根ヶ崎）に源を発し、しばらく南東に向かい、武蔵村山市の旧日産村山工場の敷地に突きあたってから南に流れを変える。ここから下流は河道付替工事による人工の流路である。立川市一番町付近で玉川上水を乗り越え、国営昭和記念公園の西辺に添いながら昭島市に入る。東向きに曲がって同公園の敷地に入り立川市域に再び入る。公園内で再び南に向きを変え、立川市富士見町3丁目でほぼ直角に曲がり、立川市柴崎町で多摩川に合流する。
地形は狭山丘陵と立川崖線を越える部分を除いてほぼ平坦である。

## 流域の自治体
東京都
西多摩郡瑞穂町、武蔵村山市、立川市、昭島市、立川市

## 歴史
元々は狭山丘陵の小河川の水を集めて南東に流れ、矢川に注いでいたと考えられている。
江戸期より何度となく流路変更が行われた河川であった。
1654年（承応3年）玉川上水開通の際に繋げられ、さらに孤立していた狭山池まで掘割で繋げた。明治期に入り水質悪化が進んだため、上水への影響を嫌って1893年（明治26年）から1908年（明治41年）にかけて工事が施され、上水を伏せ越して（上水の下をくぐって）立川市富士見町まで導いた上で立川崖線下の根川経由で多摩川に流入させる形となり、上水から切り離された。
1963年（昭和38年）には氾濫対策とあわせて逆に玉川上水が残堀川をくぐる形に変更し、1982年（昭和57年）「残堀川流域整備計画」が策定され、その計画に沿って河川改修工事が施工された。
しかしそれ以降は年間を通じて、降雨時およびその直後を除くと水流の殆ど見られない「瀬切れ」を頻繁におこすようになり、場所によってはその名の如く「堀だけが残る川」となってしまった。
理由としては、水源である狭山池自体の流出量減少に加えて、都市化による雨水の浸透の減少、下水道の普及による河川への排水の減少なども原因の一因ではないかと考えられたが、一定時期（短期的）を境に河川の瀬切れが起こった事（瀬切れが起こった時期に残堀川流域の地域に大きな都市化＝舗装インフラの激増や下水インフラの激増などは特に顕著に無かった為）を考慮すると、表層（ローム層）を流れていた河道を、河川改修工事により礫層まで掘り下げたため、伏流（地下を流れる）しやすくなった工事のずさんさが、一番の原因だと考えられる。
上流部は2000年代前半までに直線化されたり拡幅され整備されている。
その後の2007年6月東京都は不透水層の設置等の瀬切れ対策を含んだ河川整備計画を発表した。

## 支流

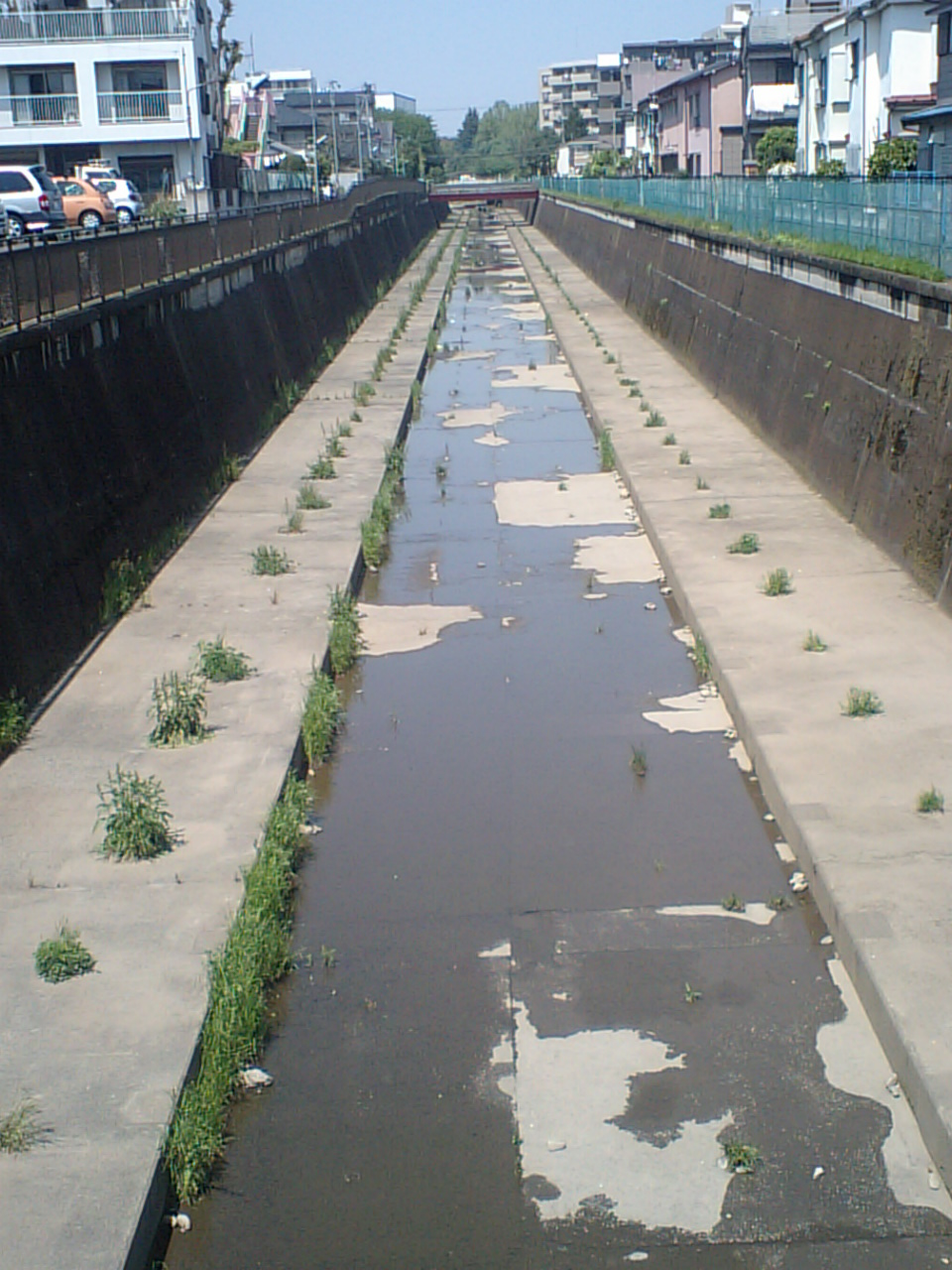
殆ど水が流れていない富士見橋付近

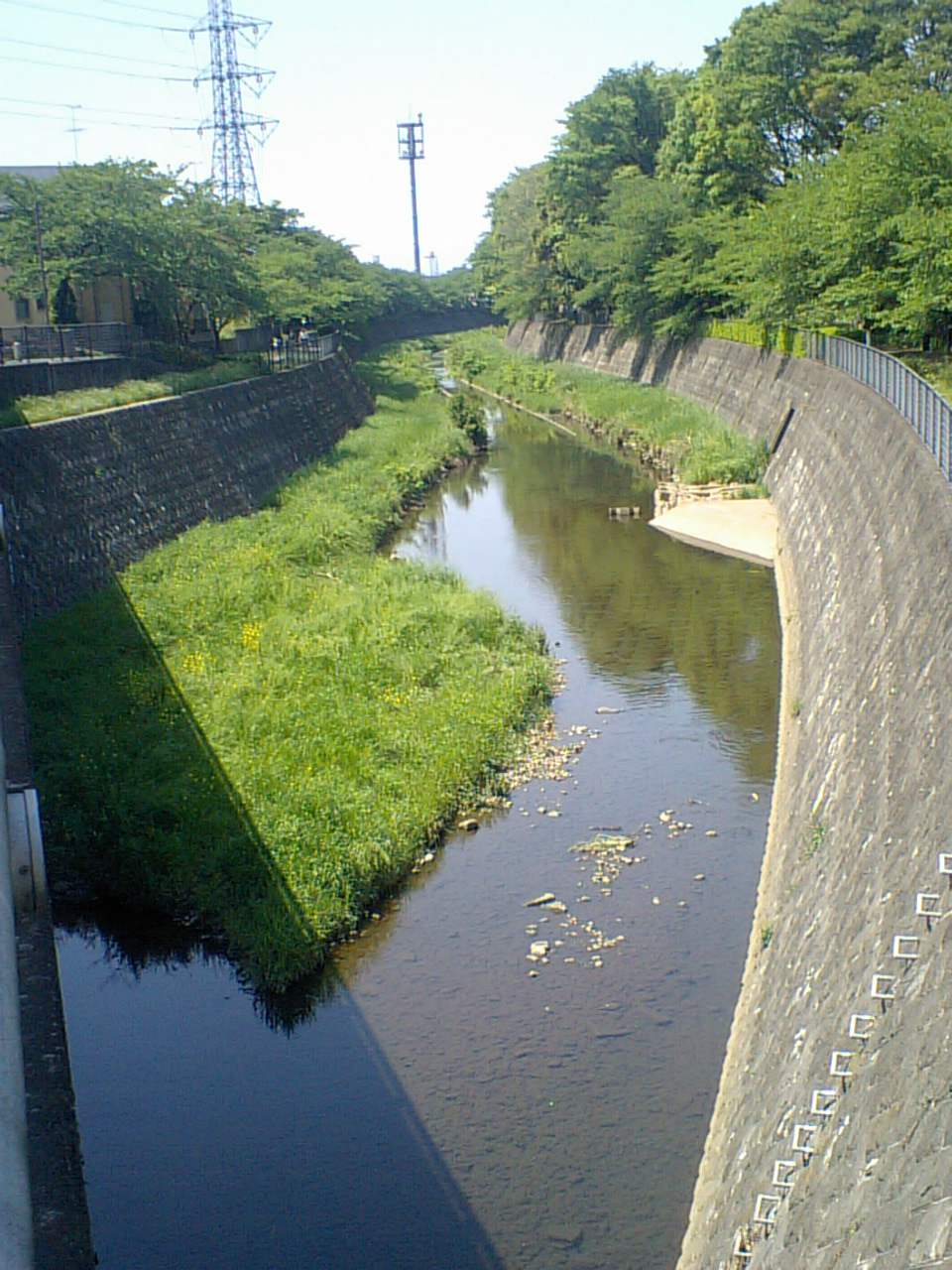
昭和用水流入で水がある、最下流の立川橋付近

- 狭山谷川
- 夕日台川
- 峰田川
- 滝田川
- 横丁川
- 昭和用水
- 昭和用水支流
- 立川堀分水支流

## 橋梁
上流より
- 瑞穂町
- 二本榎橋
- 砂前橋
- 武蔵村山市
- 青岸橋（東京都道5号新宿青梅線）（新青梅街道）
- 新残堀橋（東京都道162号三ツ木八王子線）
- 見晴橋
- 三ツ藤橋
- 伊奈平橋（東京都道59号八王子武蔵村山線）
- 立川市
- 新残堀橋
- 下砂橋（東京都建設局の水位観測地点）
- 新おちらし橋
- 残堀川架道橋（西武拝島線）
- 上水橋
- 上宿橋
- 残堀橋（東京都道7号杉並あきる野線）（五日市街道）
- 田堀橋
- 松の木橋
- 鷹の道橋
- 大山橋
- 並木橋
- 松風橋
- 昭栄橋
- JR青梅線
- 青梅短絡線
- 富士見橋
- 滝口橋（東京都道29号立川青梅線･奥多摩街道）
- JR中央線
- 立川橋（東京都道29号･新奥多摩街道）
- 立日橋（東京都道149号立川日野線・多摩都市モノレール線）（多摩川の橋でもある）